# Violeta Parra, texto y música
Violeta Parra, texto y música, también conocido en francés como Violeta Parra - paroles & musiques, es el sexto álbum en directo del cantautor chileno Ángel Parra como solista, lanzado originalmente en 1997 y grabado el 30 de septiembre de 1993 en un concierto en París, Francia, país donde el cantautor vivió muchos años en exilio producto de la dictadura militar en Chile. Es interpretado junto con 4 Voces Chilenas, y salvo el segundo tema, todas son canciones compuestas por su madre Violeta Parra.

## Lista de canciones
Toda la música compuesta por Violeta Parra, salvo que se indique lo contrario. 
| Volumen 1. Cara A |                                                        |                                    |          |  |
| N.º               | Título                                                 | Música                             | Duración |  |
| 1.                | «En los jardines humanos» (o «Es una barca de amores») |                                    | 4:07     |  |
| 2.                | «Qué pena siente el alma»                              | tradicional chilena                | 2:22     |  |
| 3.                | «Brillo de mar en tus ojos»                            |                                    | 1:26     |  |
| 4.                | «La jardinera»                                         |                                    | 3:18     |  |
| 5.                | «La carta» (o «Los hambrientos piden pan»)             |                                    | 3:32     |  |
| 6.                | «El palomo» (interpretan 4 Voces Chilenas)             | tradicional chilena, Violeta Parra | 1:50     |  |
| 7.                | «Parabienes al revés»                                  |                                    | 2:05     |  |
| 8.                | «Casamiento de negros»                                 | tradicional chilena, Violeta Parra | 2:01     |  |
| 9.                | «Volver a los diecisiete»                              |                                    | 5:16     |  |
| 10.               | «El guillatún»                                         |                                    | 2:32     |  |
| 11.               | «La lavandera» (interpretan 4 Voces Chilenas)          |                                    | 2:37     |  |
| 12.               | «Mazúrquica modérnica»                                 |                                    | 2:35     |  |
| 13.               | «Rin del angelito» (interpretan 4 Voces Chilenas)      |                                    | 2:50     |  |
| 14.               | «El albertío» (interpretan 4 Voces Chilenas)           |                                    | 2:33     |  |
| 15.               | «Se juntan dos palomitas»                              |                                    | 5:04     |  |
| 16.               | «La pericona se ha muerto»                             |                                    | 2:44     |  |
| 17.               | «Porque los pobres no tienen»                          |                                    | 2:44     |  |
| 18.               | «Ven acá, regalo mío»                                  |                                    | 2:07     |  |
| 51:43             |                                                        |                                    |          |  |

## Créditos
Músicos
- Hugo Lagos
- Matías Pizarro
- Risse

Voces chilenas
- Marta Contreras
- Silvia Lobo
- Mariana Montalvo
- Margarita Suárez